# Carmen de Apicalá
Carmen de Apicalá est une municipalité colombienne située dans le département de Tolima.